# Диалог цивилизаций
Исследовательский институт «Диалог цивилизаций»  (англ. «Dialogue of Civilizations» Research Institute) — основанная в 2016 году международная некоммерческая организация, занимающаяся изучением вопросов международных отношений. Декларируемая цель деятельности института — выработка рекомендаций в сфере предотвращения развития конфликтов и снижения напряжённости в мире. Штаб-квартира института расположена в Берлине.  В Москве и в Вене работают представительства. Объединяет учёных, интеллектуалов, действующих и отставных политиков, бизнесменов, деятелей искусства и культуры из многих стран мира с различным цивилизационным укладом.
Институт основан на базе Мирового Общественного Форума «Диалог цивилизаций» (англ. World Public Forum «Dialogue of Civilizations», греч. Παγκόσμιο Δημόσιο Φόρουμ «Διάλογος Πολιτισμών»), который функционировал под этим названием с 2002 по 2016 год. Основателями института являются: Вальтер Швиммер — Генеральный Секретарь Совета Европы (1999—2004), Петер Вольфганг Шульце — профессор Гёттингенского университета, и Владимир Якунин — доктор политических наук, заведующий кафедрой государственной политики факультета политологии МГУ имени М. В. Ломоносова, президент ОАО «РЖД» (2003—2015). Международная деловая газета «The Financial Times» отмечает, что это «мозговой трест, у которого американский старший редактор и мультикультурный штат».

## История

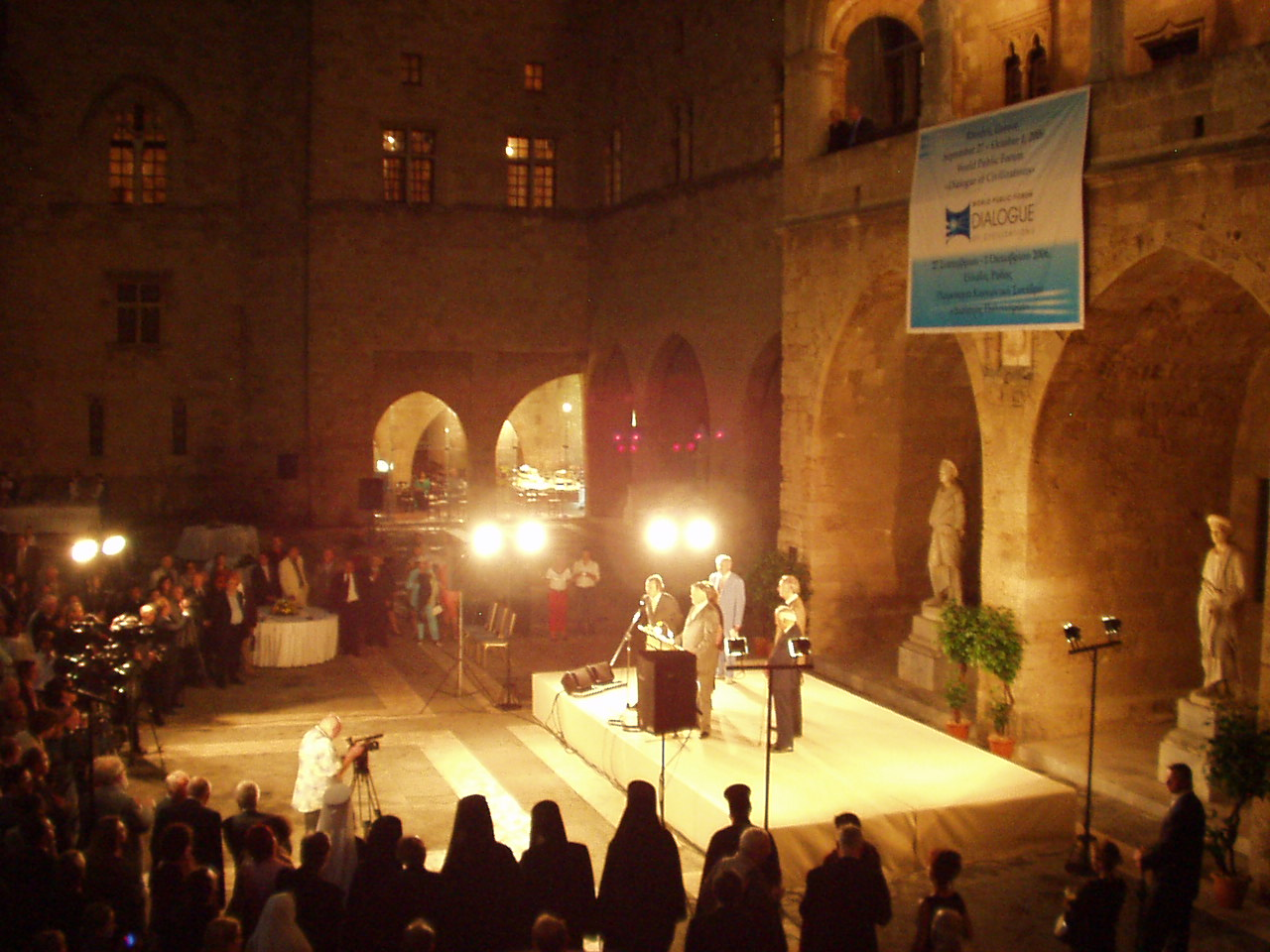
Владимир Якунин открывает форум 2006 года в Родосской крепости

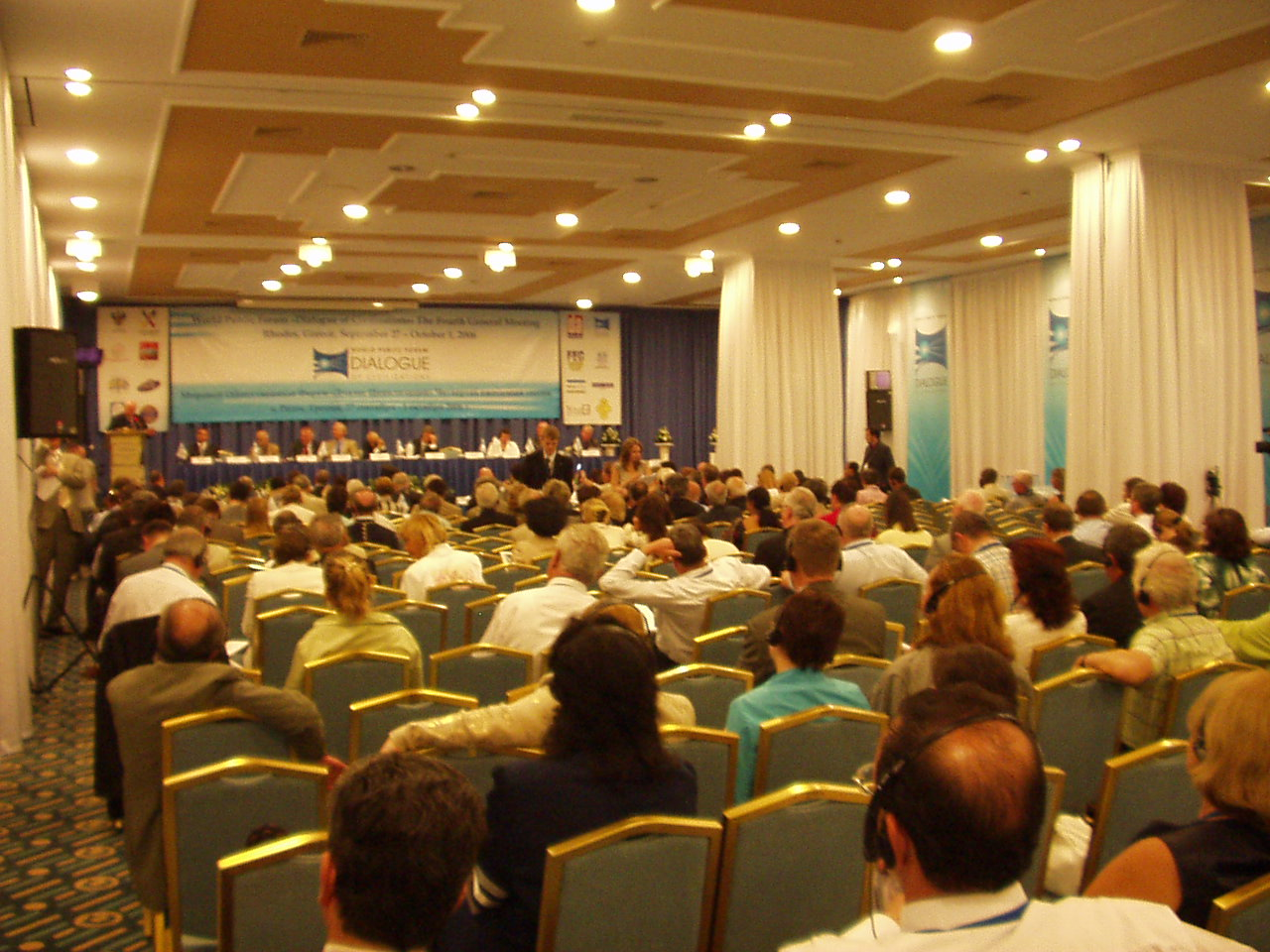
Директор Эрмитажа Михаил Пиотровский выступает на Родосском форуме 2006 года

9 ноября 2001 года по предложению иранского лидера Мохаммада Хатами страны-члены ЮНЕСКО единогласно приняли «Всеобщую декларацию о культурном разнообразии ЮНЕСКО». Генеральная ассамблея ООН утвердила «Глобальную повестку дня для диалога между цивилизациями», в которой были закреплены принципы межкультурного диалога, которые всем рекомендовано отстаивать, и цели, которые надо достичь. В 2002 году представителями общественности трёх стран, — России, Индии и Греции — была инициирована международная программа «Диалог цивилизаций». Непосредственно соучредителями форума «Диалог цивилизаций» стали индийский предприниматель и футуролог Джагдиш Капур (1920—2010), американский бизнесмен греческого происхождения Николас Ф. С. Папаниколау и Владимир Якунин.
В период с 2001 по 2016 год форум провёл более 100 семинаров, круглых столов и лекций, организовал более 30 региональных конференций в Европе, Азии и Северной и Южной Америке. Ежегодно осенью форум проводит международную конференцию в Греции, на острове Родос (вследствие чего возникло устойчивое неофициальное название «Родосский форум»). Заявленная цель форума — выработка экспертных решений для содействия снижению напряжённости в мире в форме исследований и экспертных оценок, предназначенных для правительств стран и руководителей, принимающих решения, экспертно-аналитического сообщества, бизнеса и средств массовой информации.
С 2016 года Родосский форум является ежегодным мероприятием Исследовательского Института «Диалог цивилизаций».

## Родосский форум
Первая сессия форума состоялась в сентябре 2003 года на острове Родос в Греции. Она проходила в сложных международно-политических условиях, на фоне войны в Ираке, которая в ряде стран воспринималась как война между христианским и мусульманским миром. Участники пришли к выводу о том, взаимопонимание между представителями различных цивилизаций на планете оставляет желать лучшего. Была принята Родосская декларация «Диалог цивилизаций для человеческого порядка», где содержался призыв к продолжению разговора о судьбах человечества, выражалось стремление сделать такой общественный диалог весомым фактором международного сотрудничества. После принятия декларации стало формироваться сетевое сообщество сторонников диалога. С 2003 года Родосский форум собирается на конференцию ежегодно, эти конференции способствовали формированию международной сети экспертов.
10 ноября 2008 года в венском дворце Хофбург под патронажем ЮНЕСКО и при участии австрийского канцлера Альфреда Гузенбауэра прошёл саммит МОФ «Диалог цивилизаций», представлявший встречу около 40 экспертов, политиков и общественных деятелей из разных стран. В центре внимания были проблемы социокультурного развития современного мира, роль России в многополярном мире, перспективы стратегического партнёрства между Евросоюзом и Россией. Участники обсудили проблемы, вызванные глобализацией, и в особенности, спровоцированные нарастающим мировым финансово-экономическим кризисом.
Родосская конференция 2016 года собрала около 300 аналитиков, бизнесменов и политиков. Среди участников были евроскептики, действующий президент Чехии Милош Земан (выступал на конференциях форума не менее 9 раз) и экс-президент Вацлав Клаус, премьер-министры Словакии Роберт Фицо и Венгрии Виктор Орбан, бывший глава МВФ Доминик Стросс-Кан. В центре дискуссий были проблемы массовой миграции, исламского терроризма, усиления социального неравенства в мире. На конференции Родосского форума 2016 года также прозвучала мысль, что цель института — «бросить вызов господству „англо-саксонских“ аналитических центров». По мнению The Financial Times, после 2014 года форум привлекает к себе «пристальное внимание» в связи с тем, что Россия из-за аннексии Крыма и событий на востоке Украины поссорилась с Западом и на фоне антироссийских санкций умело использовала свою пропаганду для продвижения альтернативного взгляда на мир.
По оценке The Financial Times, на мероприятиях и в опубликованных материалах форума регулярно высказываются взгляды и позиции, лояльные к России, а значительную часть участников объединяет уверенность, что за многочисленные кризисы, связанные с международным терроризмом, массовой миграцией в Европе, исламским фундаментализмом, несут ответственность США и Евросоюз. На фоне утверждения нобелевского лауреата в области экономики Джозефа Стиглица о том, что навязанный США «неолиберальный консенсус» больше не существует, участники форума длительное время находятся в поисках новой объединяющей человечество идеи.
В ряде конференций форума принимали участие действующие главы государств и правительств европейских стран: Президент Мали в 2012—2013 гг. Дионкунда Траоре, премьер-министр Франции (2005—2007) Доминик де Вильпен, президент Нигерии (2010—2015) Гудлак Джонатан, президент Brookings Institution Строб Тэлбот, Доминик Стросс-Кан, Маттиас Платцек, американский лингвист и философ Ноам Хомский. В 2017 году на 15-летие форума его тема звучала как «Multipolarity and dialogue in global and regional developments: imagining possible futures». В программе форума большая роль была отведена развитию Африканского континента. Нигерийский президент Гудлак Джонатан в своём выступлении отметил, что Организации Объединенных Наций необходимы перемены.
В 2018 году темой Родосского форума стал мультилатерализм. В работе форума приняли участие заместитель министра иностранных дел Российской Федерации, специальный представитель президента России по Ближнему Востоку Михаил Богданов, премьер-министр Гвинеи Ибраима Кассори Фофана, бывший премьер-министр Израиля (2006—2009) Эхуд Ольмерт. Бывший глава МИД Германии Йошка Фишер, говоря о мультилатерализме, заявил: «Поверьте мне, я не фанат Дональда Трампа, определённо нет. Но нам не стоит забывать, что система мультилатерализма была создана именно США, и без США было бы очень сложно. Нам нужно проявить изобретательность, чтобы быть ее частью. Трамп — это не вся Америка, и он когда-нибудь уйдёт». Робин Райт в то же время отметила, что именно США являются той самой силой, уничтожающей многосторонность современного мира. «Президент призвал все страны думать о себе и думать о своем собственном благополучии в первую очередь. Он призвал Великобританию совершить Брексит и другие страны покинуть ЕС». Не первый раз развитие африканского континента становилось одной из основных тем форума. М. Л. Богданов подтвердил, что Россия неизменно придерживается сформулированного самими африканцами принципа: «африканским проблемам африканское решение».
11-12 октября 2019 года на острове Родос (Греция) состоялась XVII сессия Мирового общественного форума «Диалог цивилизаций».

## Исследовательская деятельность
Основные направления исследовательской деятельности, согласно декларации института:
- Цивилизации против варварства
- Экономика постмодернизма: когда традиционные модели не работают
- Жизненное пространство для человечества: защита человеческого в человеке
- Политика, институты и процессы для глобального всестороннего развития
- Восток и Запад: заполнение бреши в пост-глобализации
- Инфраструктура как основа глобального солидарного развития

## Структура
Возглавляет форум «Диалог цивилизаций» Совет сопредседателей, в который входят президент, сооснователь МОФ Владимир Якунин (Россия), президент «Titan Capital Corporation» Николас Папаниколау (США/Греция) и Альфред Гузенбауэр, бывший федеральный канцлер Австрии. Президент основатель фонда «Kapur Surya» Джагдиш Капур (Индия) (1920—2010) был основателем и сопредседателем Форума. В наблюдательный совет исследовательского института входят бывший генеральный секретарь Совета Европы Вальтер Швиммер, профессор факультетов философии и политических наук в Университете Нотр-Дама Фред Даллмайер, экс-президент Российской академии наук Владимир Фортов, бывший Президент Чехии Вацлав Клаус, профессор, директор Института экономических сравнительных исследований, директор отдела исследований России и Средней Азии Шанхайского института международных исследований Ли Синь (Китай) и другие.
Консультативным органом форума является Международный координационный комитет (МКК), включающий в свой состав представителей мировых общественных организаций-участниц форума. Возглавляет МКК Вальтер Швиммер.
Форум работает со многими общественными организациями и международными институтами в разных странах мира. Среди них — Организация Объединённых Наций по вопросам образования, науки и культуры (ЮНЕСКО), Организация Лиги арабских государств по вопросам образования, культуры и науки (АЛЕКСО), Азиатско-Европейский Фонд, Международная ассоциация межкультурного образования, Инициатива «Глобализация для всеобщего блага» и другие неправительственные организации, которые входят в сетевое сообщество МОФ «Диалог цивилизаций».
Деятельность форума «Диалог цивилизаций» (Родосского форума) финансируется через зарегистрированный в Швейцарии фонд, значительную помощь которому оказывает бывший владелец инвестиционного банка Рубен Варданян, а также греческие фонды и другие спонсоры.

## Критика и ответы на критику
В западных СМИ Родосский форум нередко называют «пропагандистским рупором Кремля». Бывший федеральный канцлер Австрии, сопредседатель форума Альфред Гузенбауэр в интервью The Financial Times назвал эти параллели столь же неуместными, как и возможные предположения о связи с ЦРУ.